# 勝幡站
勝幡站（日语：／ Shobata eki */?）是位於愛知縣愛西市勝幡町五俵入，名古屋鐵道（名鐵）的津島線車站。車站編號為TB05。所有列車均停此站。

## 歷史
- 1914年（大正3年）1月23日 - 津島線枇杷島橋站至新津島站開業，此站啟用。
- 1925年（大正14年）1月 - 第一代車站大樓竣工[1]
- 1983年（昭和58年）9月28日 - 跨線橋開始使用[1][2]。
- 2001年（平成13年）10月1日 - 成為特急停車站。
- 2005年（平成17年）7月14日 - 成為無人車站[3]。同時車站引入交通儲值卡「Trans Pass（日语：トランパス (交通プリペイドカード)）」。
- 2011年（平成23年）2月11日 - 車站可以使用「manaca」IC卡。
- 2012年（平成24年）2月29日 - 交通儲值卡「Trans Pass」的服務終止，此站也不可使用其儲值卡。
- 2014年（平成26年）3月2日 - 南出口車站大樓完成[4]。

## 車站構造
車站為一座地面車站，設有2面2線的相對式月台，津島方向的月台只可容納6卡車廂，名古屋方向的月台可容納8卡車廂。在兩月台之間設有跨線橋連接，但是沒有安裝升降機，另外月台尚未提高高度，因此此站的無障礙設施未完善。車站大樓位於上行線旁邊，大樓內設有閘口（北閘口），在2009年起進行車站周邊發展項目其中一環，把北邊車站大樓拆毀，並建設南邊新車站大樓，在2014年（平成26年）3月24日完成並舉行落成典禮
車站設有2台自動售票機，分別在南、北各1台。在2005年（平成17年）7月13日前為有人車站，在翌日引入車站集中管理系統（管理站為須口站），成為無人車站。
| 月台 | 路線   | 上下行 | 方向                 |
| ---- | ------ | ------ | -------------------- |
| 1    | 津島線 | 下行   | 津島方向             |
| 2    | 津島線 | 上行   | 須口、名鐵名古屋方向 |

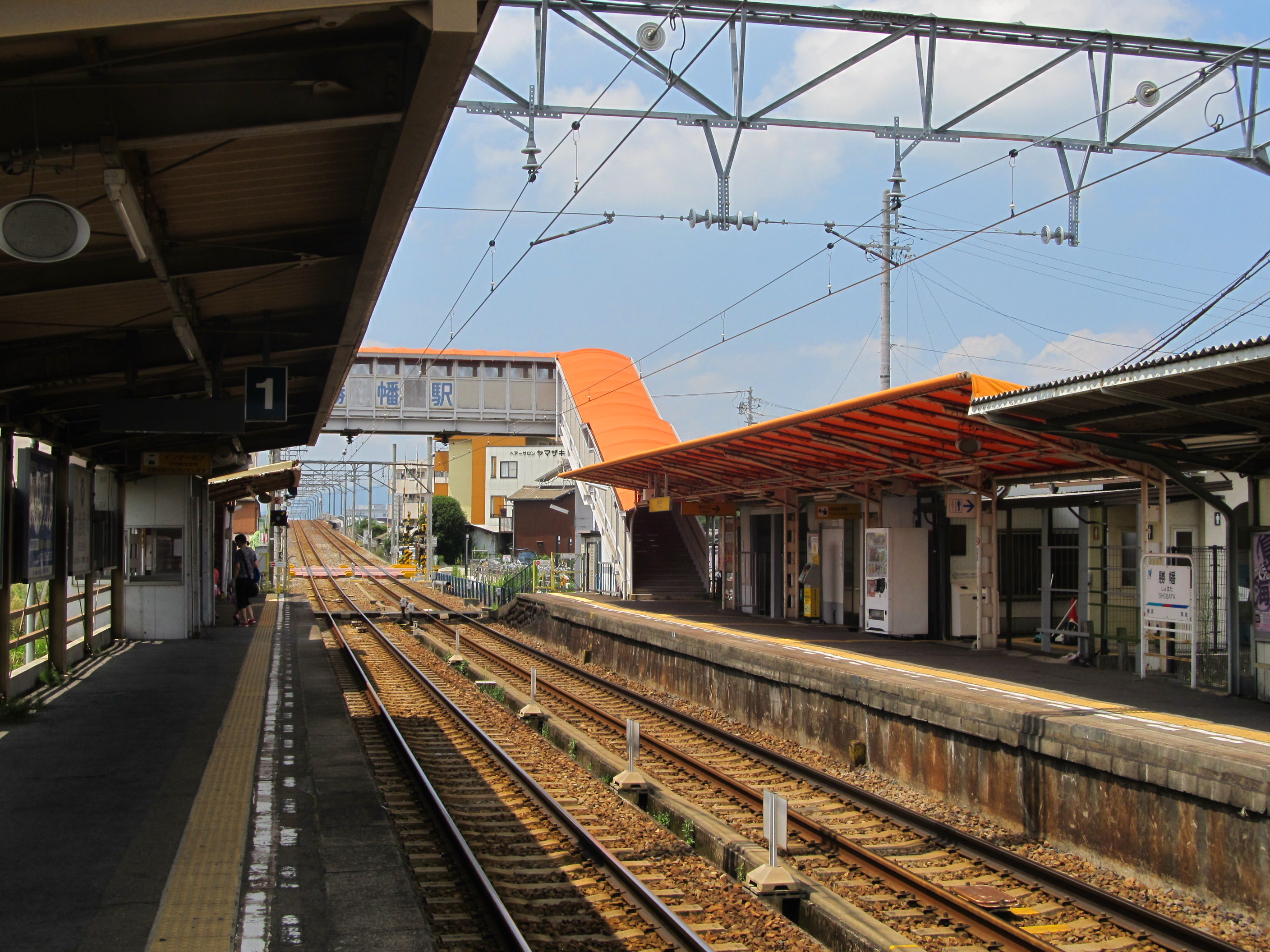
月台
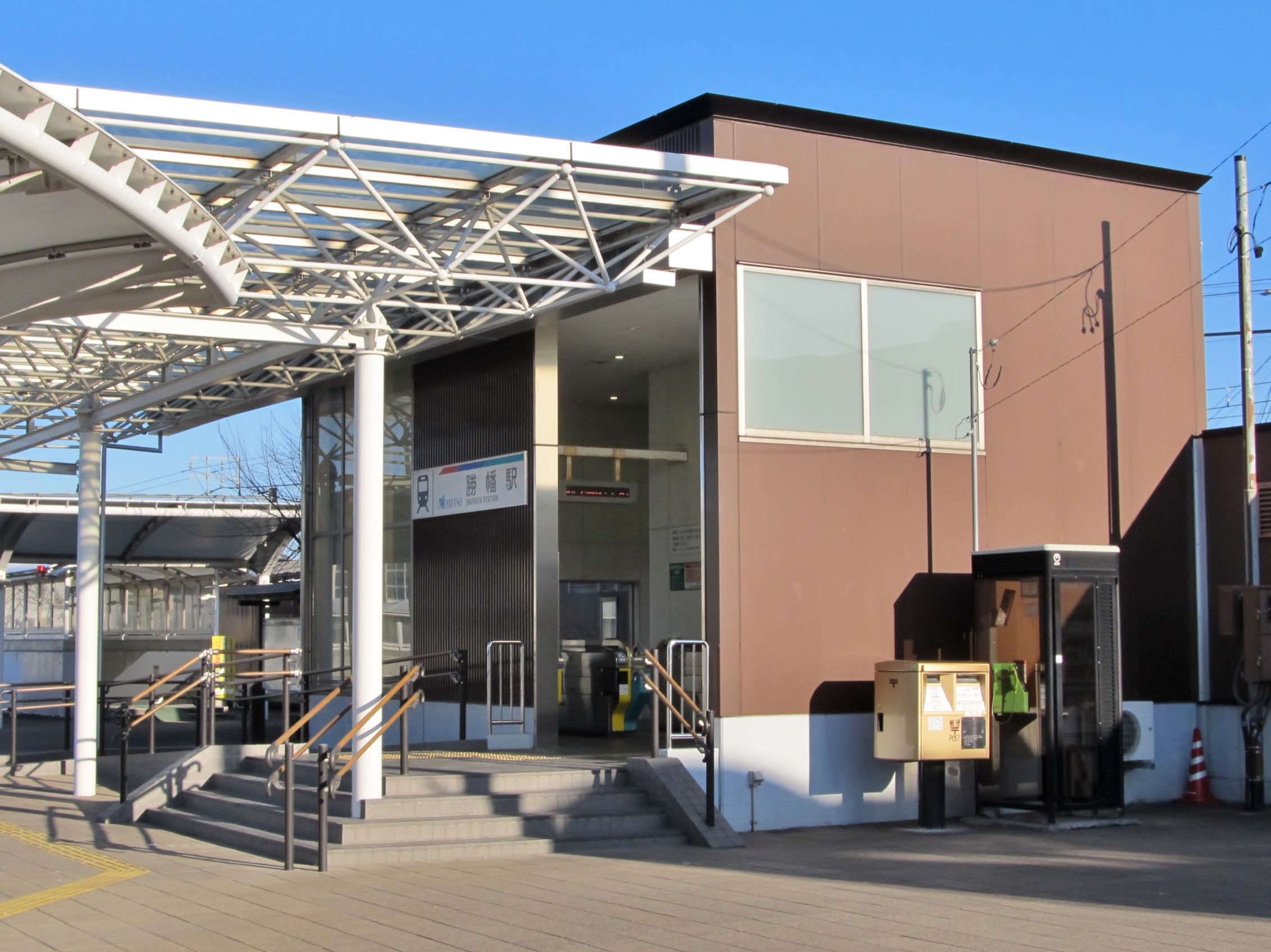
北出口(2024年1月)
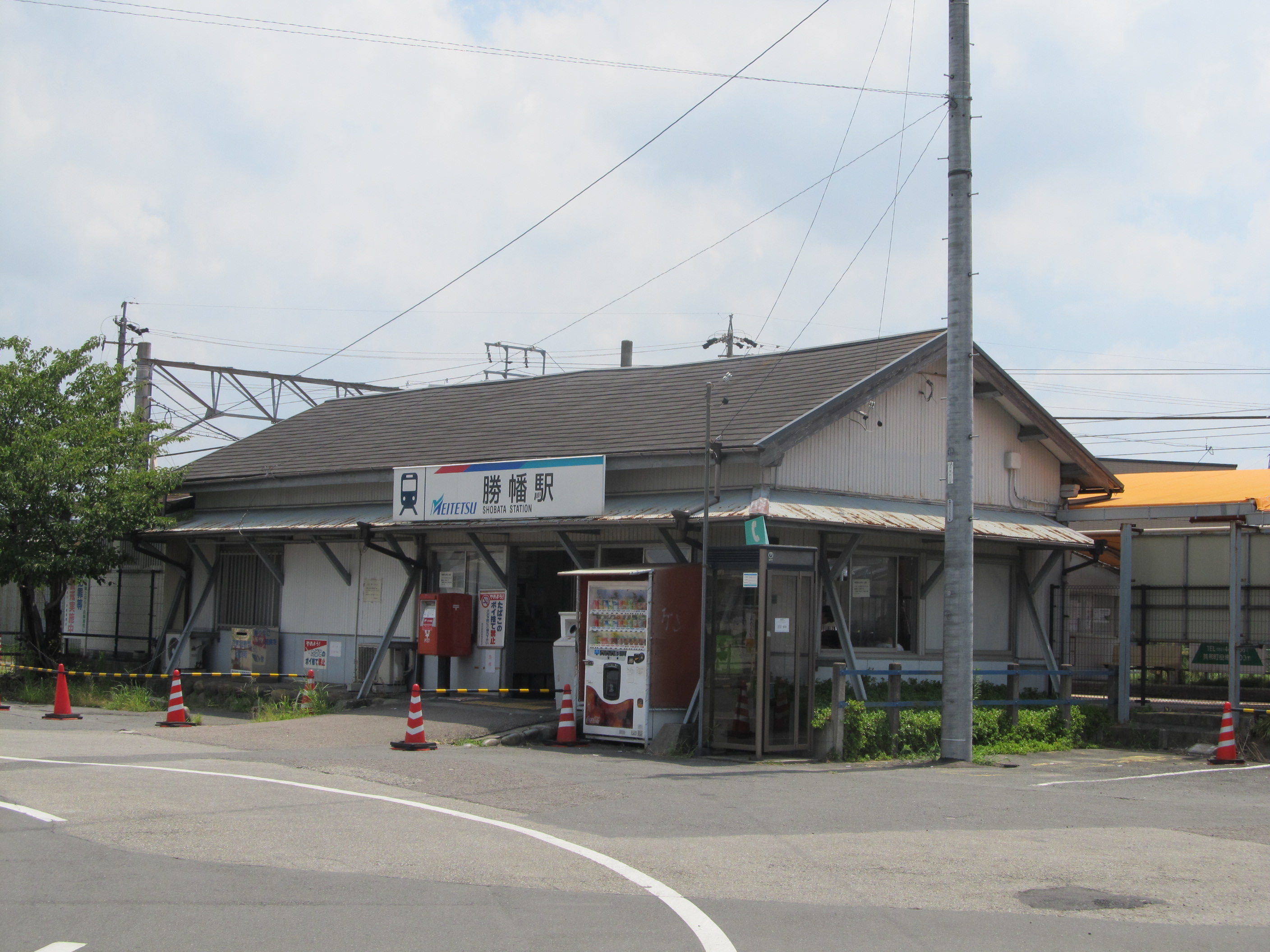
北出口與舊車站大樓 (2012年8月)

### 配線圖
| ← 津島、 彌富方向 | 勝幡站 站內配線略圖 | → 須口、 名古屋方向 |
| 图例 参考文献：   |                     |                     |

## 使用狀況
- 在中提及在2013年度，當時1日平均上下車人次為4,272人，為名鐵所有車站（275站）排名第100，津島線（8站）中排名第6[10]。
- 在中提及在1992年度，當時1日平均上下車人次為5,282人，為除岐阜市內線均一車費區間內各站（岐阜市內線、田神線、美濃町線徹明町站至琴塚站之間）外名鐵所有車站（342站）中排名第82，津島線（8站）排名第5[11]。
- 在中提及，在2007年度1日平均乘車人次為2,311人，在2008年度1日平均乘車人次為2,270人。
- 在愛西市統計資料中，以下為近年1日平均上下車人次的列表：

| 年度   | 1日平均 上下車人次 |
| ------ | ------------------ |
| 2002年 | 4,928              |
| 2003年 | 4,841              |
| 2004年 | 4,753              |
| 2005年 | 4,798              |
| 2006年 | 4,747              |
| 2007年 | 4,639              |
| 2008年 | 4,552              |
| 2009年 | 4,396              |
| 2010年 | 4,291              |
| 2011年 | 4,232              |
| 2012年 | 4,195              |
| 2013年 | 4,272              |
| 2014年 | 4,343              |
| 2015年 | 4,518              |
| 2016年 | 4,466              |
| 2017年 | 4,523              |

## 車站周邊
- 勝幡城（日语：勝幡城）遺址 - 車站前的東邊小屋內展示了勝幡城估計城堡原本形態的模型
- 愛西市立勝幡小學（日语：愛西市立勝幡小学校）
- 佐織勝幡郵局
- 大垣共立銀行（日语：大垣共立銀行）佐織分店
- 義津屋（日语：ヨシヅヤ）愛西勝幡店
- MEGA Don Quixote UNY（日语：MEGAドン・キホーテUNY）勝幡店
- valor（日语：ホームセンターバロー）勝幡店（舊 Fujiya Home Center）

## 巴士路線
稻澤市社區巴士
- 千代田線　經國府宮站往稻澤市民醫院
- 平和線　往稻澤市政廳
  - 兩路線每日6往返班次行，星期日暫停服務（但是在國有假期、12月29日～1月3日、裸體祭當日提供服務）。

## 相鄰車站
名古屋鐵道
  津島線
■特急、■急行、■準急
木田（TB03）－勝幡（TB05）－津島（TB07）
■普通
青塚（TB04）－木田（TB05）－藤浪（TB06）

## 注腳
1. 1 2  名古屋鐵道株式會社（編）. . 名古屋鐵道廣報宣傳部. 1986: 123.
2. ↑  『鐵道畫刊』 1984年1月號（通卷426號） P.105
3. ↑  寺田裕一. . Neko出版. 2013: 257. ISBN 978-4777013364.
4. ↑  . 名古屋鐵道（名鐵資料館：特別展示室）.   [2015-06-16]. （原始内容存档于2015-01-04）.
5. ↑  . 名古屋鐵道. 2014-03-02  [2014-04-26]. （原始内容存档于2020-11-15）.
6. ↑  『中日新聞』2014年3月25日付晨報尾張版16面。
7. ↑  SF カードシステム「トランパス」導入路線図 （页面存档备份，存于） - 名古屋鐵道，2005年6月9日
8. 1 2  駅時刻表：名古屋鉄道・名鉄バス （页面存档备份，存于），2019年3月24日參閲
9. ↑  電氣車研究會，『鐵道畫刊』通卷第816號 2009年3月 臨時特刊號 「特集 - 名古屋鉄道」，卷末收錄「名古屋鐵道 配線略圖」
10. ↑  名鐵120年史編纂委員會事務局（編）. . 名古屋鐵道. 2014: 160–162.
11. ↑  名古屋鐵道廣報宣傳部（編）. . 名古屋鐵道. 1994: 651–653.

## 外部連結
- 勝幡 - 名古屋鐵道